# Ramiro (2017)
Ramiro ist ein tragikomischer Spielfilm des portugiesischen Regisseurs Manuel Mozos aus dem Jahr 2017.

## Handlung
Ramiro ist Buchhändler und verkrachter Schriftsteller in Lissabon. Er ist von seiner anhaltenden Schreibblockade und seinem kleinen Leben frustriert, hat sich im Grunde aber eingerichtet, zwischen seinem kleinen Antiquariat, seinem wöchentlichen Bücherstand auf dem Lissabonner Flohmarkt Feira da Ladra, seinen Freunden in der Eckkneipe und seinen Nachbarinnen. Sein Hund begleitet ihn, seine treue Freundin Patrícia kümmert sich um ihn, mit seinen Freunden trinkt und diskutiert er, und er redet mit seiner jungen Nachbarin, der schwangeren Waisen Daniela, und mit ihrer Großmutter Amélia, die sich von einem Schlaganfall erholt und mit Ramiro die Leidenschaft für das Rauchen teilt.
Im Grunde würde Ramiro gerne sein ruhiges Leben in seinem Mikrokosmos ungestört fortführen, doch wird er darin zusehends gestört. Erst bittet ihn Oma Amélia, einen Mann namens Alfredo im Gefängnis zu besuchen, der seine Frau getötet hat. Er besucht ihn und findet heraus, dass er Danielas Vater ist. Nun versucht er, Genaueres über den Fall herauszufinden.
Dann bedrängt ihn ein befreundeter Verleger, Beiträge zu einer Anthologie zu schreiben, doch Ramiro fühlt sich weiterhin blockiert und nun zusätzlich gestresst und sagt nur widerwillig und unverbindlich zu.
Außerdem spricht ihn die Lehrerin Danielas an, die mit ihm über Daniela als jugendliche Schwangere sprechen möchte. Nachdem er ihr sagt, er sei nicht ihr Vater, sondern Buchhändler und Daniela sei Waise und er nur Nachbar und enger Freund der Familie, nähert sie sich ihm zurückhaltend an.
Die Dinge geraten nun weiter in Unordnung: Alfredo kommt aus der Haft, quartiert sich bei ihm ein und will seiner Tochter alles erzählen, tut es aber nicht. Einer von Ramiros alten Freunden stirbt unerwartet, sein Hund neigt sich plötzlich mehr Oma Amélia als ihm an, und seine Stammkneipe schließt von einem Tag auf den anderen. Zwei Kleinkriminelle rauben ihn eines Abends auf dem Heimweg aus, schlagen ihn zusammen und nehmen seine Tasche mit seinem Manuskript mit. Über all dies sinkt seine Laune weiter, und er wird unfreundlich zu seiner Freundin und zu Daniela und verkracht sich nun auch noch mit seinem Freund, der ihm bisher täglich in der Buchhandlung half und Gesellschaft leistete. Schließlich stirbt auch noch sein Hund. Er will nur seine Ruhe, doch das Leben nimmt ihn nun mit allen Höhen und Tiefen gefangen.
Als Daniela ihr Kind bekommt, trifft sich im Krankenhaus das gesamte Umfeld Ramiros, und unausgesprochen versöhnt er sich dabei mit allen. Abends verschläft er vor dem Fernseher eine Literatursendung, in der man sich seiner erinnert und sein Werk lobt, in Erwartung von Neuem. Anderntags entdeckt er auf dem Flohmarkt seine Tasche und sein Manuskript, das er für einen Euro zurückkauft.

## Produktion
Der Film wurde von Mai bis Juni 2016 in Lissabon gedreht und von der Filmproduktionsgesellschaft O Som e a Fúria produziert, mit finanzieller Unterstützung durch die Filmförderungsanstalt ICA (Instituto do Cinema e do Audiovisual), den öffentlich-rechtlichen Fernsehsender RTP und die Stadtverwaltung Lissabon.
Neben der Filmmusik von Bruno Pernadas (Komposition: Closed Closet) sind im Film noch das Introitus des Requiem in D moll (K. 626) von Wolfgang Amadeus Mozart, das Lied Paixão der Avantgarde-Popgruppe Heróis do Mar und das Stück Peste & Sida der Punkband Peste & Sida zu hören.

## Rezeption
Der ruhige, von leisem Humor und tragikomischen Untertönen bestimmte Film feierte seine Premiere am 19. Oktober 2017 im großen Auditorium der Kulturstiftung Culturgest zur Eröffnung des 15. Doclisboa Filmfestivals. Er lief danach auf einigen weiteren internationalen Filmfestivals, darunter die Viennale (am 26. Oktober 2017) und das Festival Mar del Plata (18. November 2017). Er war für einige Filmpreise nominiert, darunter für einen Schauspiel-Preis der Sociedade Portuguesa de Autores (SPA) und als bester Film (und bester Darsteller) bei den Globos de Ouro 2019.
Seinen Kinostart hatte er am 1. März 2018 in nur 6 Kinos im Land (3 × Großraum Lissabon, 2 × Großraum Porto und 1 × Coimbra), wo er 2.453 Besucher zählte.
Ramiro erschien 2018 bei Alambique in Portugal als DVD , mit dem Kurzfilm A Glória de Fazer Cinema em Portugal von Manuel Mozos im Bonusmaterial.
Am 26. Dezember 2021 lief er erstmals im portugiesischen Fernsehen, im öffentlich-rechtlichen Kanal RTP2, wo er am 21. Mai 2022 wiederholt wurde.